# Клипперт, Сергей Викторович
Сергей Викторович Клипперт (укр. Сергій Вікторович Кліпперт; род. 1989) — украинский спортсмен-паралимпиец; Мастер спорта Украины (2002), Мастер спорта Украины международного класса (2004), Заслуженный мастер спорта Украины (2004).

## Биография
Родился 31 марта 1989 года в городе Славянске Донецкой области Украинской ССР.
Окончил Славянский государственный педагогический институт. Занимался плаванием под руководством Светланы Казначеевой. Плаванием занимается с 1998 года в секции Донецкого областного центра «Инваспорт». Член сборной команды Украины по плаванию среди спортсменов с нарушением зрения с 2003 года. В настоящее время проживает в Киеве и занимается в городском центре «Инваспорт».
Сергей Клипперт — двукратный Паралимпийский чемпион летних игр 2004 года, чемпион летних игр 2016 года, многократный призёр Паралимпиських летних игр 2004, 2008 и 2012 годов, а также многократный призёр чемпионатов мира и Европы.

## Заслуги
- Был награжден орденами «За заслуги» 3-й степени (2012, За досягнення високих спортивних результатів на XIV літніх Паралімпійських іграх у Лондоні, виявлені мужність, самовідданість та волю до перемоги, піднесення міжнародного авторитету України[4]) и 2-й степени (2016, За досягнення високих спортивних результатів на XV літніх Паралімпійських іграх 2016 року в місті Ріо-де-Жанейро (Федеративна Республіка Бразилія), виявлені мужність, самовідданість та волю до перемоги, утвердження міжнародного авторитету України[5]), а также орденами «За мужество» 2-й степени (2004, За досягнення значних спортивних результатів, підготовку чемпіонів та призерів XXII літніх Паралімпійських ігор у Афінах, піднесення міжнародного престижу України[6]) и 1-й степени (2008, За досягнення високих спортивних результатів на XIII літніх Паралімпійських іграх в Пекіні (Китайська Народна Республіка), виявлені мужність, самовідданість та волю до перемоги, піднесення міжнародного авторитету України [7]).
- Много раз был отмечен грамотами и благодарностями Верховной Рады Украины, Кабинета министров Украины, Министерства физкультуры и спорта Украины, Украинского и Донецкого областного центров «Инваспорт», Донецкого областного совета и областной госадминистрации, Донецкого областного управления физкультуры и спорта Украины, Славянского городского совета и исполкома.[1]